# Tratado de Versalhes (1756)
O Tratado de Versalhes, também conhecido como Primeiro Tratado de Versalhes, foi um acordo diplomático entre a França e a Áustria. Foi assinado em 1756 no Palácio de Versalhes, na França. Havia quatro tratados assinados neste Acordo.

## Termos
Os dois países ofereceram assistência mútua se atacados pela Grã-Bretanha ou Prússia. A Aliança Franco-Austríaca, que durou de uma forma ou de outra pelos próximos 30 anos, foi estabelecida.

## Consequências
Poucos meses depois do acordo, a França e a Áustria se viram engajadas na Guerra dos Sete Anos contra a Aliança Anglo-Prussiana, que durou até 1763. Junto com a Convenção de Westminster, o tratado fez parte da Revolução Diplomática, que realinhou o sistemas de alianças das grandes potências da Europa no período que antecedeu a guerra.
Era ostensivamente defensivo, mas os agentes britânicos suspeitavam que havia cláusulas secretas que eram mais abrangentes do que o documento realmente divulgado.
O Segundo Tratado de Versalhes, prometendo uma cooperação ainda mais estreita entre os dois estados, foi acordado em Versalhes em 1757.